# Hydrotaea khumbuensis
Hydrotaea khumbuensis är en tvåvingeart som beskrevs av Shinonaga 1994. Hydrotaea khumbuensis ingår i släktet Hydrotaea och familjen husflugor.
Artens utbredningsområde är Nepal. Inga underarter finns listade i Catalogue of Life.